# Białorzytka cypryjska

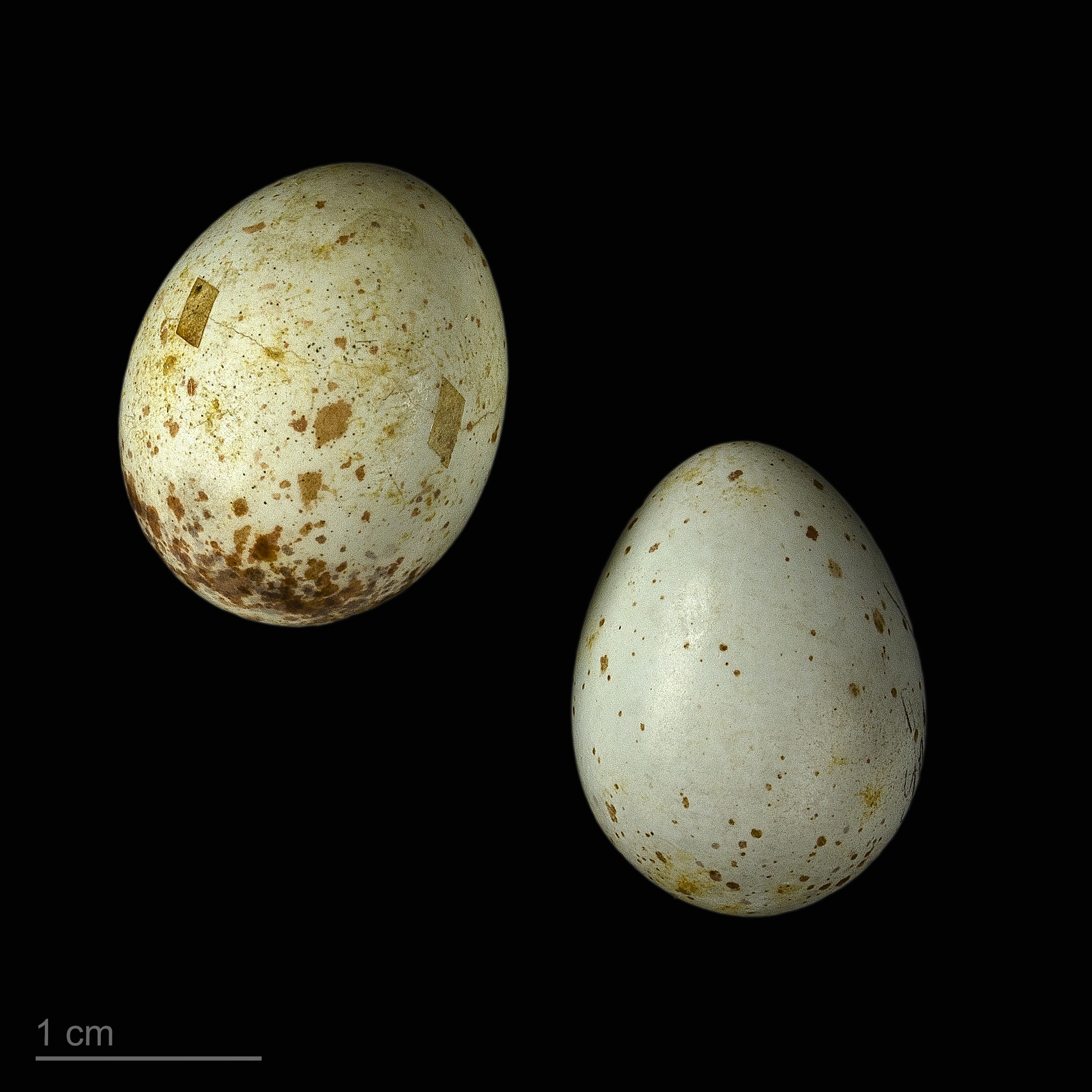
Oenanthe cypriaca

Białorzytka cypryjska (Oenanthe cypriaca) – gatunek małego ptaka z rodziny muchołówkowatych (Muscicapidae). Zamieszkuje Cypr; zimuje w północno-wschodniej Afryce. Nie wyróżnia się podgatunków. Długość ciała około 13,5 cm. Nie jest zagrożony wyginięciem.